# 枹罕镇
枹罕镇，是中华人民共和国甘肃省临夏回族自治州临夏市下辖的一个乡镇级行政单位。

## 行政区划
枹罕镇下辖以下地区：
后杨村、马家庄村、街子村、石头洼村、聂家村、罗家堡村、马彦庄村、铜匠庄村、青寺村、拜家村、江牌村和王坪村。